# آدریان گونزالز مورالس
آدریان گونزالز مورالس (اسپانیایی: Adrián González Morales‎؛ زادهٔ ۲۵ مهٔ ۱۹۸۸) بازیکن فوتبال اهل اسپانیا است.
از باشگاه‌هایی که در آن بازی کرده‌است می‌توان به باشگاه فوتبال ختافه، باشگاه فوتبال سلتاویگو، باشگاه فوتبال راسینگ سانتاندر، باشگاه فوتبال رئال مادرید کاستیا، باشگاه خیمناستیک تاراگونا، باشگاه فوتبال رایو وایکانو، باشگاه فوتبال رئال مادرید، باشگاه فوتبال الچه و باشگاه فوتبال ایبار اشاره کرد.
وی همچنین در تیم‌های ملی فوتبال زیر ۱۷ سال اسپانیا و زیر ۲۱ سال اسپانیا و بازی کرده‌است.